# Koala
Der Koala (Phascolarctos cinereus), auch Beutelbär, fälschlich manchmal Koalabär genannt, ist ein baumbewohnender Beutelsäuger in Australien. Er wurde von dem Zoologen Georg August Goldfuß im Jahre 1817 als Lipurus cinereus erstbeschrieben. Der Koala ist neben dem Känguru das am weitesten verbreitete Symbol Australiens.

## Aussehen

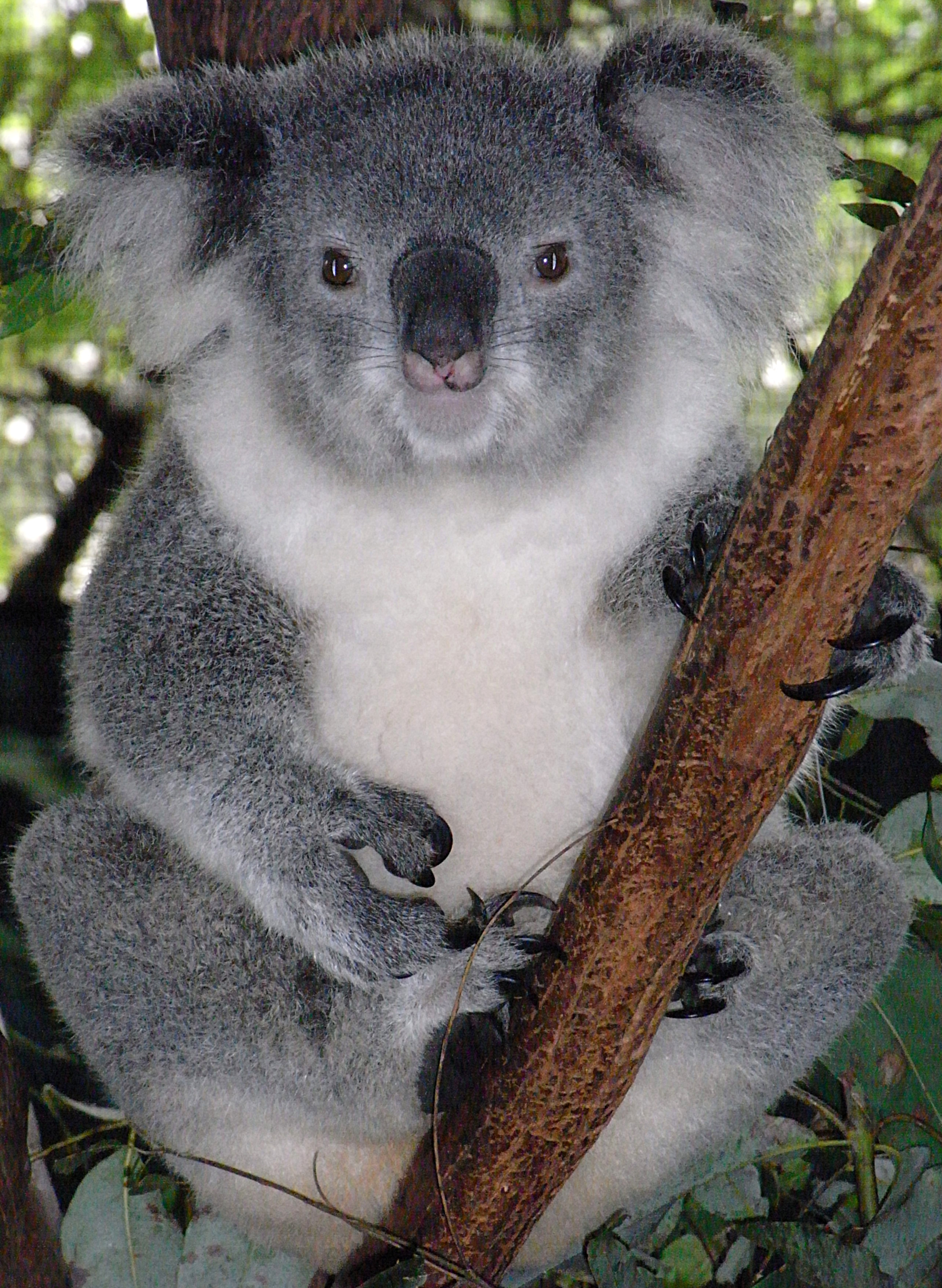
Weiblicher Koala

Der Koala wird 61 bis 85 cm groß und wiegt zwischen 4 und 14 kg. Körpergröße und Proportionen eines erwachsenen Tieres hängen von Alter, Geschlecht, Ernährung und Region ab. Im kühleren Klima lebende Koalas sind im Allgemeinen größer und haben ein dunkleres und dichteres Fell als das von Tieren in wärmeren Regionen. Trotz dieser Anpassungen gibt es auch Ausnahmen. Im fruchtbaren Victoria können ausgewachsene Koalamännchen bis zu 14 kg, Weibchen bis 11 kg wiegen. Das Durchschnittsgewicht der nördlich lebenden Tiere ist niedriger: Männchen erreichen 12 kg, Weibchen 8 kg. Die Koalas im niederschlagsarmen Queensland sind generell kleiner, das Durchschnittsgewicht der Männchen beträgt 8 kg, das der Weibchen 6 kg.

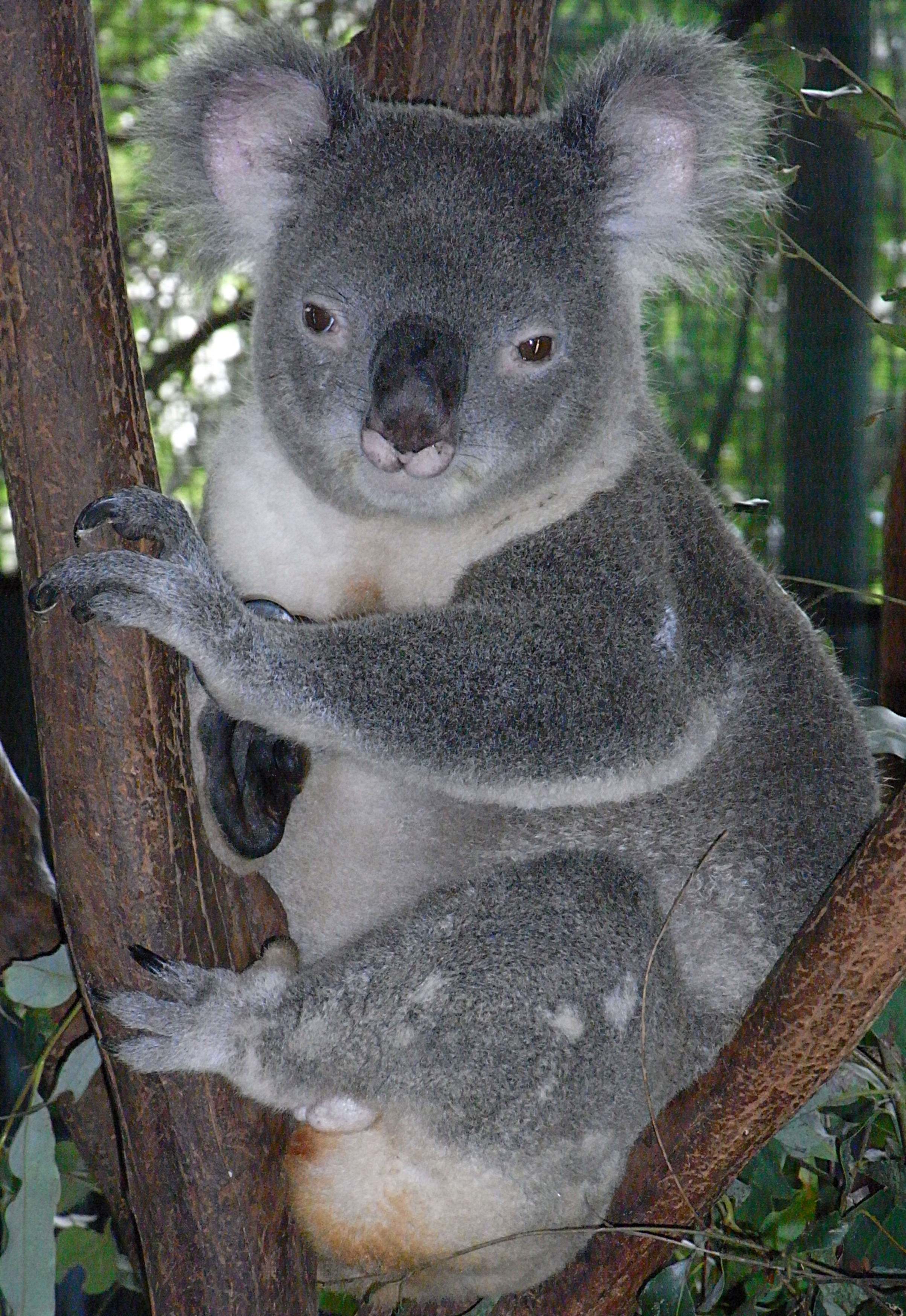
Männlicher Koala

Der Koala hat bräunlich-silbergraues, wolliges Fell, an dem bei regelmäßiger Pflege Regenwasser wie am Gefieder einer Ente abperlt, und zwei mit spitzen, scharfen Krallen versehene Greifhände mit jeweils zwei Daumen und drei entgegengesetzten Fingern, die sich gut zum Klettern und Ergreifen von Zweigen eignen. Die Fingerkuppen haben Papillarleisten, die denen des Menschen extrem ähnlich sind. Ihre Füße tragen einen krallenlosen Daumen, die zweiten und dritten Zehen sind miteinander verwachsen, so dass sie mit den verschmolzenen Krallen Zecken entfernen können, unter denen sie häufig leiden. Charakteristische Merkmale sind eine vorstehende, dunkle Nase und große Ohren, woran man sieht, dass Riechen und Hören in ihrem Leben eine wichtige Rolle spielen. Der Koala hat einen im Verhältnis zu seinem Körper großen Kopf, dessen Gehirnmasse relativ gering ist. Das Fell wildlebender Koalas ist verwitterter als das von Koalas in Menschenhand.
Männchen unterscheiden sich durch Hodensack und Duftdrüsen an der Brust von den Weibchen, die durch ihren Beutel auf der Bauchseite gekennzeichnet sind. Der Beutel ist wie bei den Wombats (im Gegensatz zu den Kängurus) mit nach unten gerichteter Öffnung ausgestattet. Erwachsene Männchen können bis zu 50 % größer als erwachsene Weibchen sein und haben neben einer hakigen Krümmung der Nase eine etwas andere Kopfform. Aufgrund des besonderen Ablaufs der Trächtigkeit, Geburt und Jungenaufzucht von Beutelsäugern besitzen Koalas keinen Bauchnabel.

## Sinnesleistungen
Als nachtaktive Tiere besitzen Koalas ein gutes Hörvermögen, das Sehvermögen ist jedoch eher mäßig. Die große Nase der Koalas ist außerordentlich empfindlich. Sie informiert den Koala über alles, was das Überleben, die Territorien und die Paarung betrifft. Dazu gehören die Wahl geeigneter Eukalyptusblätter, die nicht zu viel Toxine enthalten sollten, das rechtzeitige Feststellen, dass Feinde in der Nähe sind, das Erkennen und die Bestimmung fremder Geruchsmarkierungen nach dem Geschlecht und das Erriechen der Mutter beziehungsweise des Kindes.

## Verbreitung

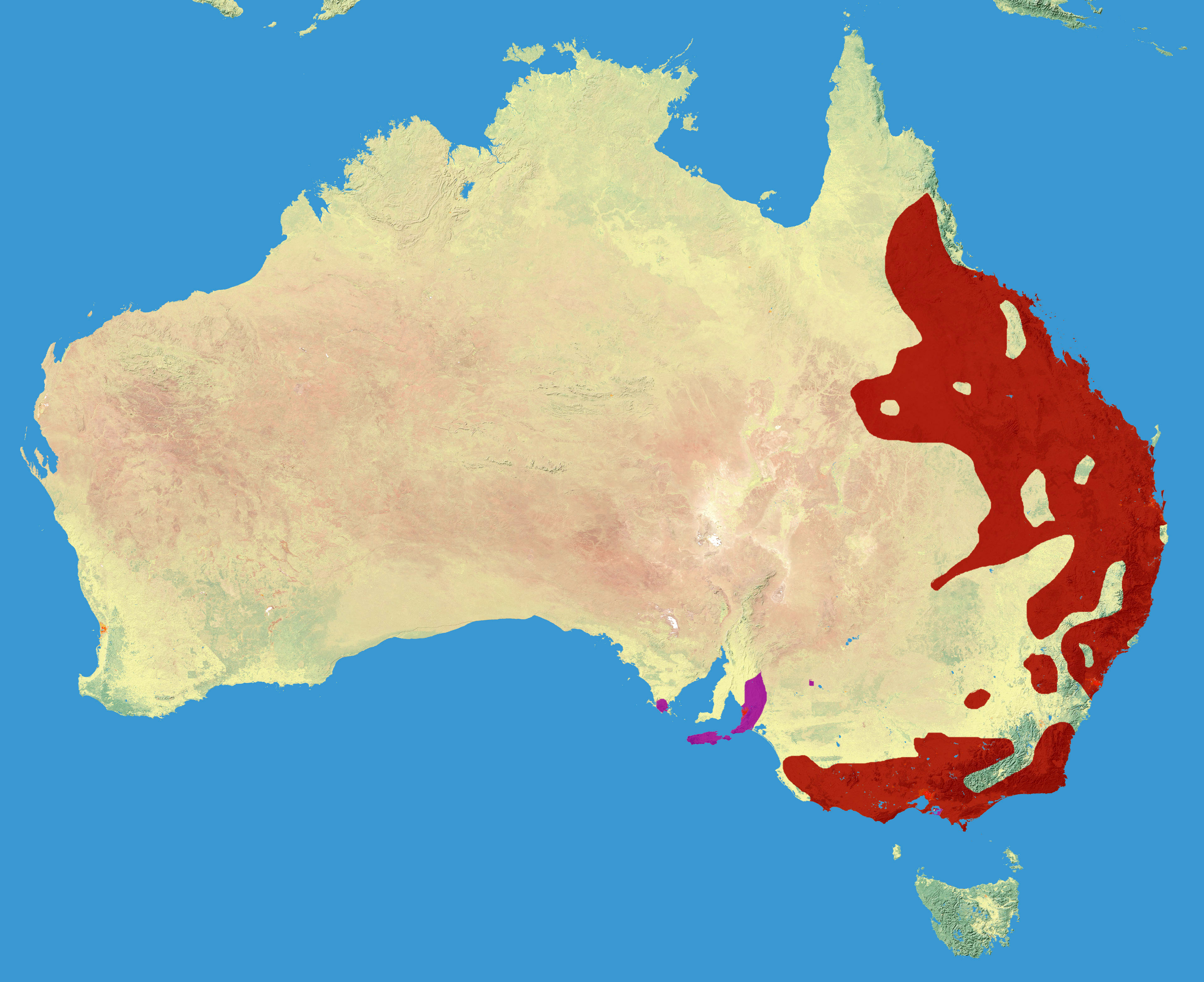
Verbreitungsgebiete (rot) des Koalas. In den kleineren violetten Gebieten im Süden (Bereich Adelaide) wurde die Art eingeführt.

Koalas waren ursprünglich in Australien weit verbreitet, wurden aber wegen ihres Fells gejagt und dadurch in vielen Gebieten ausgerottet. Sie konnten teilweise wieder angesiedelt werden. Ein Reservat ist beispielsweise Kangaroo Island vor Adelaide, wo der Koala ursprünglich nicht beheimatet war. Größere Populationen sind entlang der australischen Ostküste in Queensland, New South Wales und Victoria und in Gegenden im Hinterland, in denen es genügend Futterbäume gibt, zu finden. Die gesamte Population wird auf 45.000–80.000 Tiere geschätzt. Im Bundesstaat Tasmanien gibt es keine Koalas.

## Unterarten
Traditionell werden nach morphologischen Gesichtspunkten drei Unterarten des Koala unterschieden. Die typische Unterart Phascolarctos cinereus cinereus ist mittelgroß und hat ein relativ dichtes Fell, das durch die aschgrauen Spitzen gemischt-grau wirkt. Das Typusexemplar dieser Form stammt aus der Gegend des Nepean River in New South Wales. Die nördliche Unterart Phascolarctos cinereus adustus, die 1923 anhand eines Exemplars aus Queensland beschrieben wurde, ist deutlich kleiner und besitzt ein wesentlich kürzeres silbergraues Fell. Die südliche Unterart Phascolarctos cinereus victor ist dagegen deutlich größer und durch ein eher zimtfarbenes Fell gekennzeichnet.

## Lebensraum
Koalapopulationen können sich nur in Lebensräumen verbreiten, die bestimmte Bedingungen erfüllen. Ein geeigneter Lebensraum enthält von Koalas bevorzugte Bäume (hauptsächlich Eukalyptusarten, aber auch einige andere) in bestimmten Vergesellschaftungen auf geeigneten Böden sowie ausreichenden Niederschlag. Ein weiteres Kriterium ist, dass andere Koalas in der Nähe leben müssen. Solche Lebensräume sind lichte Eukalyptuswälder, in denen andere Baumarten nur vereinzelt vertreten sind.
Häufig leben Koalas jedoch aufgrund von Waldrodungen in einer Steppenlandschaft mit eher verstreuten Bäumen, die schlimmstenfalls in der Nähe einer Straße liegen. In diesem Fall sind die Reviere größer, da nur so gewährleistet ist, dass sie genügend Futterbäume enthalten. Man findet sie auch auf Grünflächen mit Eukalyptusbäumen in Städten, die für sie allerdings keinen geeigneten Lebensraum darstellen. Solche Tiere werden in der Regel Opfer von Autos, Hunden, Schwimmbecken und anderen von Menschen geschaffenen Gefahren.
Die Größe von Koalapopulationen ist direkt abhängig von der Größe des Lebensraumes und von der Anzahl der darin wachsenden ernährungsrelevanten Eukalyptusarten und ihrer Bewuchsdichte. Wird ein Lebensraum verkleinert oder zerschnitten, verringert sich die ökologische Tragfähigkeit des Lebensraumes proportional zu seiner Fläche. Durch Rodungen oder Waldbrände unterschreiten heute viele ehemalige Verbreitungsgebiete der Koalas die für eine stabile Population notwendige Minimalgröße.

## Lebensweise
Koalas sind Baumbewohner und überwiegend nachtaktiv. Sie halten sich nur ungern am Boden auf und bewegen sich dann auf allen vieren vorwärts. Um Energie zu sparen, schlafen sie bis zu 20 Stunden am Tag und damit noch länger als die Faultiere, die (zumindest in Gefangenschaft) etwa 16 Stunden täglich schlafen. Ihre natürlichen Feinde sind Dingos, große Eulen, Adler, Warane und Pythons. Außerdem können ihnen Trockenzeiten und vor allem Buschfeuer gefährlich werden. Die menschliche Besiedelung liefert zusätzliche Gefahrenquellen wie Autos, streunende Hunde, ein gestiegenes Brandrisiko, Insektizide und Schwimmbecken; wird eine Straße mitten durch ein Revier gebaut, so verbleibt der Koala in der Hälfte, in der er sich gerade befindet. Der Lebensraum wird zudem durch Rodung, Entwässerungsmaßnahmen und den Bau von Zäunen eingeschränkt.

### Ernährung

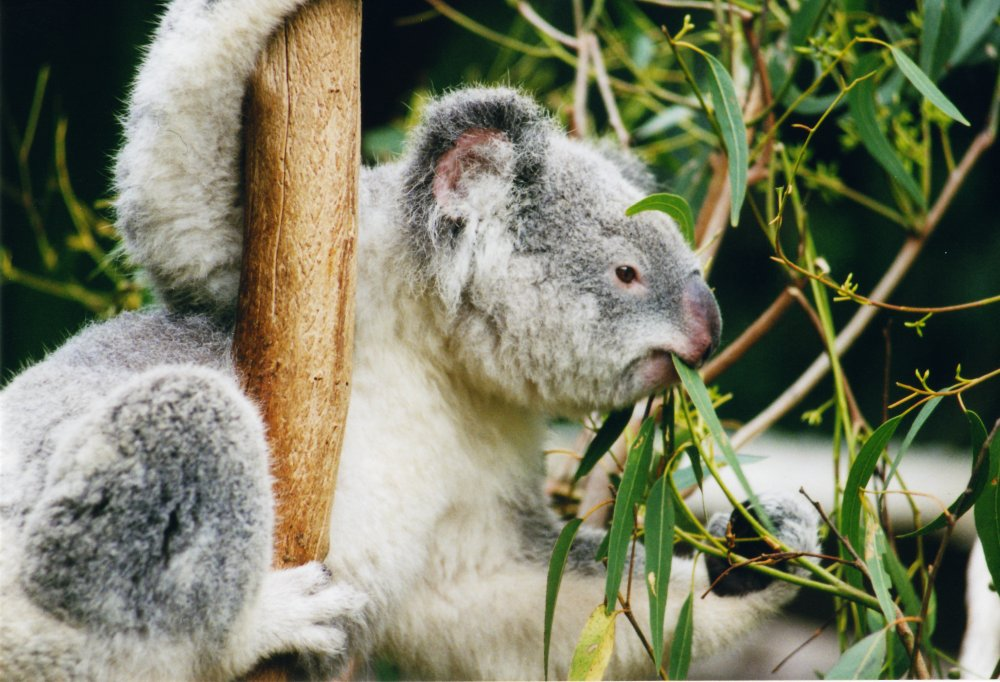
Koalas leben fast ausschließlich von Eukalyptusblättern und -rinde

Koalas ernähren sich fast ausschließlich von Blättern und Rinde sowie Früchten ganz bestimmter Eukalyptusarten. In ganz Australien nutzen sie nur etwa 70 der über 600 bekannten Eukalyptusarten, lokal sogar nur 5–10 Arten. Innerhalb eines begrenzten Gebietes werden in der Regel nicht mehr als zwei bis drei Eukalyptus-Sorten zur Nahrungsaufnahme genutzt (primäre Nahrungsbäume). Eine Vielzahl anderer Bäume, eingeschlossen einige Nicht-Eukalyptus-Arten, werden gelegentlich zur Futteraufnahme oder für andere Zwecke (z. B. Ausruhen, Schlafen) aufgesucht. Gelegentlich aufgenommene Erde liefert zusätzliche Mineralien.
Ein erwachsener Koala benötigt pro Tag rund 200 bis 400 Gramm Blätter. Bei der Nahrungsaufnahme sind Koalas gezwungenermaßen äußerst wählerisch, denn Eukalyptus enthält Giftstoffe, die der Koala zwar in gewissen Maßen tolerieren kann, aber zu hohe Konzentrationen sind auch für ihn giftig. Zuerst strecken sie einen Arm aus und pflücken mit großer Sorgfalt einige ausgewählte Blätter, bevorzugt ältere, in denen die Giftstoffe nicht mehr so konzentriert vorliegen. Danach beschnuppern sie sie sorgfältig, bevor sie einen Bissen nehmen. Zuletzt werden sie zu einem Brei zerkaut und geschluckt. Koalas trinken äußerst selten. Sie decken ihren Wasserbedarf hauptsächlich durch die sehr wasserreichen Eukalyptus-Blätter. Von geringerer Bedeutung sind Tau und Regentropfen. In Trockenzeiten gehen sie allerdings trotz aller Gefahren an Wasserstellen. Interessant ist in diesem Zusammenhang auch, dass der Name „Koala“ aus einer Sprache der Aborigines stammt und so viel wie „ohne Wasser“ bzw. „ohne zu trinken“ bedeutet. (Siehe auch den Abschnitt „Aborigines“ weiter unten.)
Die Zähne der Koalas (I 3/1, C 1/0, P 1/1, M 4/4 ×2 = 30) sind gut an die Eukalyptusnahrung angepasst. Mit den oberen und unteren Schneidezähnen pflücken die Tiere die Blätter. Ein Spalt zwischen Schneide- und Backenzähnen ermöglicht es, mit der Zunge die Blattmasse wirkungsvoll hin und her zu schieben, ohne sich zu beißen. Die Backenzähne sind so geformt, dass sie die Blätter schneiden und zerreißen und nicht nur zermalmen. So entziehen die Zähne den Blättern die Feuchtigkeit und zerstören die Zellwände, was die Verdauung erleichtert.
Koalas entnehmen dem Eukalyptus Energie in Form von Kohlenhydraten (Zucker, Stärke), Fetten und Proteinen. In einem relativ langen Verdauungsprozess werden alle verwertbaren Nährstoffe und das Wasser entzogen. Entsprechend der schwerverdaulichen, wenig energiereichen und sogar toxischen Pflanzennahrung ist der Blinddarm der Koalas ungewöhnlich lang (bis 2,5 m). Dort helfen Bakterien bei der Aufarbeitung der Zellwände und lassen eine Art Gärung stattfinden. Zudem ermöglicht ein sehr langsamer Stoffwechsel, den Eukalyptus über lange Zeit zu speichern, in der ihm das Maximum an Energie entzogen wird. Gleichzeitig folgt aus dem langsamen Stoffwechsel ein geringer Energieverbrauch, so dass dieser niedriger ist als der anderer Pflanzenfresser.

### Leben in Bäumen
Koalas verbringen den größten Teil ihres Lebens auf Eukalyptusbäumen. Diese Baumbewohner sind kräftige Kletterer mit schlanken, muskulösen Körpern. Sie haben kurze, gedrungene Körper, aber relativ lange Gliedmaßen. Ihre Hände, Füße und Krallen eignen sich zum Packen von Zweigen, zum Festhalten im Geäst und zum Balancieren. Bei Gefahr versuchen Koalas instinktiv, in den Zweigen eines Baumes Schutz zu suchen. In menschlichen Siedlungen erklettern sie Wände, Zäune, Lichtmasten und Straßenschilder.
Wollen Koalas einen Baum ersteigen, springen sie vom Boden hoch und schlagen ihre Krallen in die Rinde. Dann klettern sie jeweils gleichzeitig mit beiden Armen und Beinen in fließenden Bewegungen nach oben. Koalas klettern Stämme immer mit dem Kopf nach oben hinauf und hinunter. Der Abstieg ist normalerweise bedächtiger. Hier wird immer nur ein Bein versetzt.
Koalas kommen regelmäßig auf den Boden herunter, um den Baum zu wechseln. Hier lauern die meisten Gefahren. Sie gehen, indem sie erst den rechten Vorderfuß, dann den linken Hinterfuß, danach den linken Vorderfuß und schließlich den rechten Hinterfuß nach vorne setzen. Beim Rennen setzen sie beide Vorder- und beide Hinterbeine gleichzeitig.
Manche Koalas verweilen länger als andere am Boden. Dieses Verhalten hängt von der Größe ihrer Reviere und von den Entfernungen zwischen den Bäumen ab. In der Nähe menschlicher Siedlungen müssen oft größere Strecken am Boden zurückgelegt werden als in ungestörter Umgebung.
Auf ihren sicheren und bequemen Wohnbäumen zeigen Koalas eine Vielfalt von Ruhehaltungen, die von der Beschaffenheit der Astgabeln, von Wetterbedingungen und von der Tageszeit abhängen. Da sich das Wetter im australischen Busch mit der Tageszeit ändert, suchen sich die Koalas immer neue Stellen im Baum, mal in der Sonne, mal im Schatten, mal im kühlenden Wind, mal im Windschatten oder im Regenschutz.
Koalas können stundenlang bequem auf einem Ast rasten. Sie klemmen sich zwischen Astgabeln, um von diesem sicheren Schlafplatz nicht herunterzufallen. Ihr besonders dichtes Fell am Hinterteil stellt eine weiche Unterlage für die harten und winkligen Äste dar. Bei kaltem, nassem und windigem Wetter neigen sie dazu, sich wie eine Kugel zusammenzurollen, um ihre Oberfläche zu verringern und möglichst wenig Wärme abzugeben. Dann läuft das Wasser vom Rücken des Koalas wie vom Rücken einer Ente ab. An heißen, trockenen oder feuchtwarmen Tagen bevorzugen sie eine offene Haltung, so dass ihr helles und langes Brustfell die Hitze reflektieren und im Wind ein wenig flattern und somit kühlen kann.

### Sozialverhalten
Koalapopulationen verfügen über ein kompliziertes System der Kommunikation und Organisation, das den sozialen Zusammenhalt gewährleistet. Obwohl sie außerhalb der Paarungszeit Einzelgänger sind, ordnen sie sich in stabilen Populationen einer Sozialhierarchie unter, indem sie überschneidende Reviere gründen und sich entsprechend ihrer Position verhalten. Wird diese Ordnung destabilisiert, leidet die Gruppe darunter.

#### Reviere
Jeder Koala gründet sein eigenes Revier. Dessen Größe hängt von mehreren Faktoren wie Qualität des Habitats, Geschlecht, Alter, sozialer Status und Tragfähigkeit des Lebensraumes ab.
Die Größe des Reviers gewährleistet in einer sozial stabilen Population eine ausreichende Anzahl von geeigneten Bäumen, um dem Koala genügend Nahrung und Schutz zu bieten. Er kann – abgesehen von Katastrophen und Störungen des Habitats – seinem Revier ein Leben lang treu bleiben. Um zu fressen, Schutz zu suchen oder soziale Kontakte zu pflegen, wechseln Koalas regelmäßig die Bäume innerhalb ihres Reviers. Dabei setzen sie auch Duftmarken, um ihren Bereich abzugrenzen.
In einer stabilen Population überlappen sich die Reviere der Nachbarn. Männchen bevorzugen Reviere, welche sich mit einem oder mehreren Revieren von Weibchen überlappen. Bei Überlappung von Männchenrevieren wird Kontakt gemieden. Das Revier eines Weibchens überschneidet sich mit Revieren beiderlei Geschlechts. Bevor die Jungen abwandern, sehen sie das Revier ihrer Mutter als ihr eigenes an. Reviere männlicher Koalas sind im Allgemeinen größer als die der Weibchen.
Die an einer Vielzahl von Kratzspuren und gehäuftem Kot erkennbaren Grenzbäume eines Koalareviers werden regelmäßig besucht. Manche von ihnen dienen auch als Begegnungsstätten, die für die Stabilität der Population eine entscheidende Rolle spielen. Während Koalamännchen ihre Reviere mit dem Duft ihrer Brustdrüsen markieren, nutzen Weibchen den Geruch ihres Urins.
Innerhalb eines Reviers wird aus Selbstbeschränkung nicht jeder Nahrungsbaum benutzt. Diese ungenutzten Nahrungsbäume werden ebenso wie die genutzten verteidigt, so dass sie für andere Koalas unerreichbar sind. Auf Grund dieses Verhaltens wird die Population im Gleichgewicht gehalten, da eine unkontrollierte Vermehrung vermieden wird, die den Lebensraum zu stark belasten würde. Aus diesem Grund müssen die Jungen ihre Mütter verlassen. Wenn sie blieben, wären sie Nahrungskonkurrenten ihrer Mutter beziehungsweise anderer Tiere. Junge Koalas müssen sich in den Randbereichen einer Gemeinschaft ansiedeln.
Stirbt ein Koala, wird sein Revier von einem Artgenossen übernommen, wobei die Grenzen nahezu gleich bleiben. Junge Koalas wandern oft monatelang am Rande einer Kolonie herum, bevor sie ein dauerhaftes Revier gründen. Diese übernehmen dann häufig verwaiste Reviere. In der Wildnis finden besonders zur Paarungszeit Revierkämpfe statt.

#### Abwanderung und Ausbreitung
Junge Koalas sind einige Zeit nach der Entwöhnung gezwungen, das Revier ihrer Mutter zu verlassen. Dies geschieht normalerweise im Alter von 18 Monaten. Da sich nicht alle Weibchen jährlich fortpflanzen, kann es aber auch erst nach zwei oder gar drei Jahren geschehen. Abwandernde Koalas suchen ein sowohl unbesetztes als auch in der Nähe anderer Koalas liegendes Habitat.
Reviersuchende Koalas sind manchmal gezwungen, große Strecken zurückzulegen, um ein geeignetes Gebiet zu finden. Diese Abwanderungen sorgen für den genetischen Austausch zwischen benachbarten Fortpflanzungsgruppen und gewährleisten somit die genetische Vielfalt von Populationen.
Abwanderung und Ausbreitung sind heutzutage in vielen von Koalas besiedelten Gebieten durch menschliche Eingriffe behindert. Verfügbare Lebensräume sind häufig eingeschränkt oder zersplittert, so dass junge Koalas keine geeigneten Reviere finden. Daran gehen sie entweder zugrunde oder sie müssen ständig umherwandern. Das kann allerdings zur Übernutzung der Nahrungsgrundlagen, zum Absterben von Bäumen und zum Niedergang der Population führen.

#### Verständigung
Koalas verfügen über eine Reihe von Lautäußerungen, mit denen sie sich über relativ große Entfernungen verständigen können. Sowohl weibliche als auch männliche Koalas gebrauchen den Angstruf. Dieser klingt wie ein beängstigender Schrei eines Säuglings. Er wird unter Stress ausgestoßen und ist oft von Zittern begleitet.
Männchen geben ein tief grunzendes Bellen von sich, wenn sie sowohl ihre Gegenwart als auch ihre soziale Stellung kundtun. Oft klingt es wie ein fernes Rumpeln, wie ein startendes Motorrad oder wie ein grunzendes Schwein. Die Männchen ersparen sich mit diesem Hinausbellen ihrer dominanten Stellung den Energieaufwand eines Kampfes. Während der Fortpflanzungszeit wird viel gebellt, um anderen Tieren die Möglichkeit zu geben, die Position des Rufers genau festzustellen.
Weibchen bellen nicht so oft wie Männchen. Aber ihre Rufe dienen ebenso der Mitteilung von Aggression als auch sexueller Stimmung. Mit ihren Jungen tauschen Mütter sanfte Klick- und Quietschgeräusche untereinander aus, aber auch leichte Grunztöne, die Unwohlsein und Ärger ausdrücken. Manchmal ist ein leises Summen oder Murmeln zu hören.

### Krankheiten
Koalas können sich wegen ihres schlechten Immunsystems leicht verschiedene Krankheiten und Beschwerden einfangen. Dazu gehören Urogenital-Krankheiten, Erkrankungen der Atemwege und des Verdauungstrakts, Magengeschwüre, Krebs, Austrocknung und Muskelschwund. Koalas sind besonders empfindlich gegenüber Lebensraum- und körperlichem Stress. Nach außen kann Stress bei Koalas zum Beispiel durch ein Wackeln mit den Ohren oder sogar durch Schluckauf deutlich werden. Wegen der erhöhten Aktivität und des Stresses sind sie in der Fortpflanzungszeit besonders anfällig für Krankheiten. Oft treten dann Chlamydia-Infektionen auf. Diese treten vermehrt durch die Infektion mit dem Koala-Retrovirus, der, ähnlich wie HIV beim Menschen, das Immunsystem massiv schwächt, auf. Nur kranke Koalas zeigen nach einem Regenschauer ein nasses Fell, da sie nicht mehr genügend Energie aufbringen, es regelmäßig zu pflegen, so dass der Perleffekt verloren geht. Sie haben auch oft ungewöhnlich viele Zecken. Bei alten Koalas kann die Abnutzung ihrer Zähne zum Tod führen, da sie die Blätter dann nicht mehr kauen können und folglich verhungern müssen.

### Fortpflanzung
Koalas erreichen mit etwa zwei Jahren die Geschlechtsreife. Erfolgreiche Begattungen finden jedoch meist erst ein bis zwei Jahre später statt. Die Weibchen pflanzen sich zum ersten Mal meist schon früher fort, da die älteren dominanten Männchen die jüngeren vom Geschehen fernhalten. Es ist umstritten, ob die Männchen auf die Suche nach Weibchen gehen oder umgekehrt. Möglicherweise hängt dies vom Status des Tieres in der sozialen Hierarchie ab. Die dominanten Männchen müssen ihre Position gegenüber anderen Männchen aufrechterhalten und ihre Weibchen überblicken. Dennoch kommt es vor, dass ein läufiges Weibchen auf die Suche nach einem dominanten Männchen geht.

#### Paarung und Befruchtung
Während der Fortpflanzungszeit sind Koalas aktiver als sonst. Während dieser Zeit geben männliche Koalas oft ein weitreichendes, heiseres Bellen von sich. Dieses Geräusch dient der Reviermarkierung, aber auch zur Information für die paarungsbereiten Weibchen. Bei den Koalas bestimmen grundsätzlich die Weibchen, wann die Paarung vollzogen wird. Meist versorgt das Koalaweibchen noch ein Jungtier vom Vorjahr. Eine Aufzucht eines neuen Koalababys kann jedoch erst erfolgen, wenn das vorhergehende Jungtier entwöhnt ist. Dies dauert meist etwa zwölf Monate. So kann sich der Zeitpunkt der Paarung, je nach Region, von Oktober bis April hinziehen. Fast erwachsene Jungtiere werden meist aus den Territorien ihrer Mütter vertrieben, so dass sie eigene Reviere gründen müssen.
Die Männchen sind während der Paarungszeit sehr aggressiv und verletzen sich oft gegenseitig mit ihren scharfen Krallen. Männchen paaren sich während der Paarungszeit mit allen erreichbaren Weibchen, dies geht meist mit Kratzen und Beißen einher. Da bei einer Paarung der Samen des Vorgängers weitgehend ausgeschwemmt wird, versuchen dominante Männchen auch Weibchen zu begatten, die bereits von einem anderen Männchen begattet wurden.

#### Trächtigkeit, Geburt und Jungenaufzucht

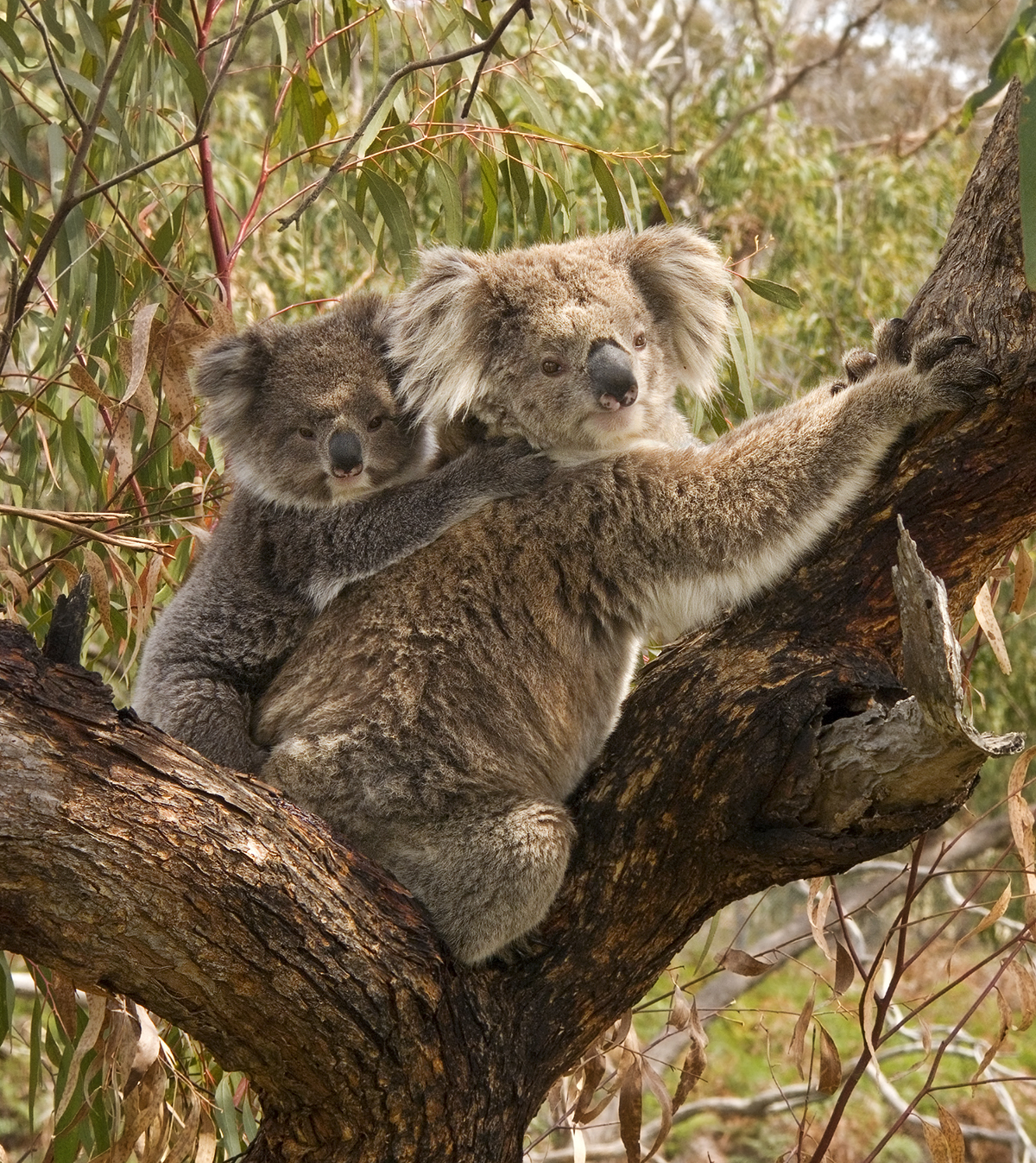
Koala mit Jungem

Die Tragzeit beträgt 35 Tage. Bei der Geburt krabbelt das Junge selbständig aus dem Geburtskanal in den Beutel. Es wiegt dann weniger als ein Gramm und ist etwa 2 cm lang, blind und nackt. Im Beutel hindert ein kräftiger Schließmuskel das gänzlich umhüllte Junge am Herausfallen. Es wird meist nur ein Junges im Sommer geboren, welches sechs bis sieben Monate im Beutel heranreift und gesäugt wird. Nach etwa 22 Wochen öffnet es die Augen und beginnt aus dem Beutel zu schauen. Im Alter von 22 bis 30 Wochen bekommt es eine als „Papp“ bezeichnete Zusatznahrung, die seine Mutter neben der Milch produziert. Papp ist eine besondere Art von Kot, die dem Jungen die Umstellung von der Milch- auf die Blattnahrung, eine entscheidende Veränderung, erleichtert und zunehmend zur Hauptnahrung des Jungen wird, das mit wachsender Körpergröße den Beutel häufiger verlässt und beim Fressen auf dem Bauch der Mutter liegt. In dieser Zeit lernt es, Blätter mit den Händen zu greifen und sie sorgfältig zu beschnuppern, bevor es sie frisst. Trotzdem nimmt das Junge noch bis zum Alter von einem Jahr Muttermilch. Auf Grund der Größe der Jungen verlängert sich die Zitze der Mutter nun so, dass sie aus der Öffnung des Beutels herausragt. Mit Beginn der Blattnahrung wachsen die Jungen viel schneller und ihr Körperbau wird gedrungener. Nun wird das Junge von der Mutter auf dem Rücken herumgetragen, sucht aber noch im Beutel der Mutter Schutz. Ist es größer, macht es im Umkreis der Mutter erste Ausflüge.
Nach rund zwölf Monaten ist das Junge selbständig genug, so dass das Muttertier erneut trächtig werden kann. Stellt sich erneuter Nachwuchs ein, lässt die Mutter ihr vorjähriges Junges nicht mehr saugen und auf sich reiten, duldet es jedoch weiterhin in ihrer Nähe, bis das jüngere erste Ausflüge macht. Normalerweise werden die Jungtiere etwa im Alter von 18 Monaten von der Mutter vertrieben. Wird die Mutter allerdings nicht erneut trächtig, kann das Junge den mütterlichen Schutz bis zu drei Jahre genießen. Nach der Vertreibung wandert es aus und gründet sein eigenes Revier.
Wildlebende Männchen haben mit durchschnittlich zehn Jahren im Allgemeinen eine geringere Lebenserwartung als Weibchen mit 15 Jahren, weil sie sich oft bei Kämpfen verletzen, normalerweise weiter wandern und oft in mäßigen Habitaten leben. Koalas in freier Natur leben generell kürzer als in Gefangenschaft (Weibchen bis 19 Jahre). Besonders kurz leben Koalas in städtischen Vororten oder in der Nähe einer Autobahn. Hier liegt die mittlere Lebenserwartung eines Männchens bei zwei oder drei Jahren.

## Systematik und Evolution
Koalas gehören innerhalb der Beuteltierordnung Diprotodontia zur Unterordnung der Vombatoidea, die unter anderem auch die Wombats umfasst (Näheres siehe Systematik der Diprotodontia). Die Koalas bilden als einzig lebende Vertreter die Familie der Phascolarctidae.
Die frühesten Fossilien aus der Familie der Koalas sind rund 25 Millionen Jahre alt. Sie sind allerdings selten und man findet meist nur einzelne Zähne und Knochen. Es wird angenommen, dass die Vertreter aller fünf bis heute bekannten fossilen Gattungen (Koobor, Madakoala, Perikoala, Nimiokoala und Litokoala) baumbewohnende Laubfresser waren, die sich von eher weicher Pflanzenkost ernährten. Die hohe Spezialisierung auf harte Eukalyptusblätter fand erst mit der Bildung der Gattung Phascolarctos und der Entstehung der heute lebenden Koalas (Phascolarctos cinereus) statt.
Eine Erklärung für die auffallende Seltenheit von Fossilienfunden wäre, dass die frühen Koalas selbst selten waren. Wahrscheinlich hatten sie sich auf die Blätter von Vorläufern heutiger Eukalyptusbäume spezialisiert, die in den damaligen Regenwäldern Australiens nur verstreut vorkamen. Das Land trocknete später infolge einer Eiszeit und wegen der langsamen Annäherung des Kontinents an den Äquator aus. Dadurch breitete sich der Eukalyptus aus und beherrschte zunehmend die offenen Waldgebiete Australiens. Nun konnten sich die Koalas besser entfalten. Man nimmt an, dass sich der Eukalyptus und die Koalas über viele Millionen Jahre gemeinsam entwickelten und dass die Koalas zur Zeit der Aborigines häufiger und weiter verbreitet waren als ihre Vorfahren.

## Koalas und Menschen
Die Beziehungen der Menschen zu den Koalas unterlagen im Lauf der Jahre großen Schwankungen. Den Ureinwohnern galt der Koala nicht mehr oder weniger als andere Tiere ihrer Umgebung. Die frühen Siedler Australiens sahen ihn als Kuriosität und begannen bald, ihn wegen seines Pelzes zu jagen. Heutzutage gilt er international als Symbol Australiens.

### Aborigines
Die Aborigines jagten Koalas wegen ihres Fleisches und ihres Fells. Es gab einige mündlich überlieferte Traumzeit-Legenden über den Koala, die seine körperlichen Besonderheiten erklären. Er war ein häufig gebrauchtes Totemsymbol. Wer den Koala als Totem hatte, durfte ihn nicht töten. Der Koala wurde als Teil der Traumzeitschöpfung betrachtet.

### Etymologie
Das Wort „Koala“ entstammt der heute fast ausgestorbenen Sprache der Darug-Aborigines aus der Gegend um Sydney. Es hieß darin gula, in englischer Rechtschreibung koola, und wird gewöhnlich mit „trinkt nicht“ übersetzt. Durch einen Abschreibfehler entstand daraus die Form „Koala“. Andere Namen der Aborigines für das Tier sind: Kallwein, Kuhlewong, Kolo, Kola, Kuhla, Kaola, Karbor, Burabie und Goribun.

### Nach Ankunft der Europäer

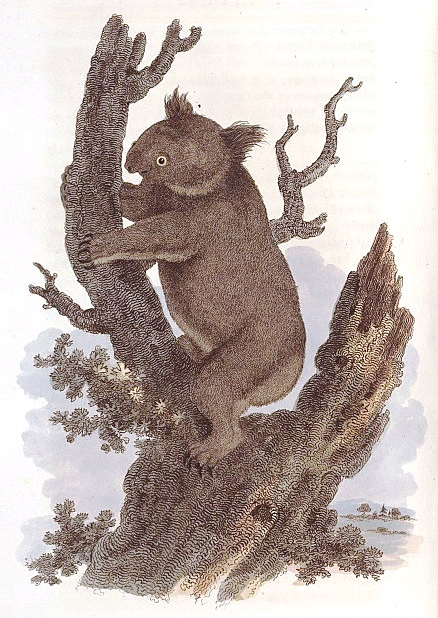
Darstellung von Anfang des 19. Jahrhunderts

Koalas wurden von den europäischen Siedlern als Merkwürdigkeit des australischen Kontinents angesehen. Nachdem die Europäer bald nach ihrer Ankunft erfahren hatten, wie leicht die Aborigines Koalas fangen, erlegten sie Hunderttausende. Koalapelze wurden auf dem Weltmarkt zum begehrten Artikel.
1919 wurde von der australischen Regierung eine sechsmonatige Jagdzeit für Koalas (und Baumkängurus) beschlossen, welcher eine Million Koalas zum Opfer fielen. Dieser massenhafte Abschuss führte jedoch zu öffentlichen Protesten, weshalb die Koalas noch im selben Jahr wieder unter Jagdschutz gestellt wurden. Allerdings wurde dem Koala weiterhin ganzjährig illegal nachgestellt. Um 1924 waren die Koalas in Südaustralien ausgerottet, in New South Wales massiv dezimiert und in Victoria schätzte man den Bestand auf 500 Tiere. Damit verlagerte sich der Pelzhandel nach Queensland.
Im August 1927 gab die Regierung in der Hoffnung auf Wählerstimmen die Jagd auf Koalas wieder frei. In der kurzen Zeit von 31 Tagen wurden schätzungsweise 800.000 Koalas getötet, was zu einem kolossalen Aufstand in der Öffentlichkeit führte. Zu dieser Zeit waren 80 % ihrer ehemaligen Lebensräume zerstört. Die nun vorhandene Bereitschaft, die Koalas zu unterstützen, ebnete den Weg für die Unterschutzstellung der Koalas in den späten 1930er Jahren. So wurde der Koala im Jahre 1937 in ganz Australien zur geschützten Art erklärt.

### Heutige Bedeutung
Der Koala ist heutzutage ein öffentlichkeitswirksames Tier, ein Symbol der Schutzbemühungen um Australiens Flora und Fauna. Aufgrund seines niedlichen Aussehens hat er eine hohe Popularität auf allen Kontinenten erlangt. Neben seinen flauschigen Ohren und der großen Nase tragen seine friedliche Art und seine Ähnlichkeit mit dem Teddybären dazu bei.
Während der Koala in der frühen Zeit der australischen Besiedlung nur als Pelzträger galt, avancierte er zu Beginn des 20. Jahrhunderts in Zeiten des Nationalismus zum anerkannten Symbol Australiens. Innerhalb weniger Jahre entwickelten sich Koalafiguren wie Blinky Bill und Bunyip Bluegum. Diese waren mit menschlichen Eigenschaften, wie ein wenig Respektlosigkeit, mit deutlichen Moralvorstellungen ausgestattet. Ebenso wurde er als nicht zugeknöpfter, spaßvoller Charakter beschrieben. Figuren wie Blinky Bill sollten Schwächen und Widersprüche individueller Personen aufzeigen. Der Koala gilt seitdem als Personifizierung des australischen Charakters. Viele Koala-Zeichnungen und -Karikaturen dienten der Darstellung ganz allgemeiner Eigenschaften wie Nationalstolz, Mutterschaft, Mut und Demut. Dies reicht bis in unsere heutige Zeit.

### Heutige Gefährdung
Einer WWF-Analyse zufolge sind in einigen Regionen Australiens seit den 1990er-Jahren 80 Prozent der Koalas verschwunden.
Früher waren die weichen, dauerhaften Felle der Koalas sehr begehrt, so dass sie durch die Bejagung stark dezimiert wurden. Obwohl sie seit 1937 unter Schutz stehen, sterben jährlich etwa 4000 städtische Koalas durch menschliche Ursachen. Dabei kommen auf jeden erfassten verunglückten Koala drei bis vier Tiere, die unbemerkt durch Unfälle umkommen.
Folgende Tabelle zeigt die Gefährdung der Koalas in den australischen Bundesstaaten:
| Bundesland      | Offizieller Status (1994) | Tatsächliche Gefährdung                                                                                 |
| --------------- | ------------------------- | --- |
| Queensland      | Häufig                    | Stückweise Vernichtung der Lebensräume, kein gesetzlicher Schutz, faktischer Status: Selten und bedroht |
| New South Wales | Selten und bedroht        | Vereinzelte inselartige Kolonien, fortschreitende Vernichtung der Lebensräume, Koala-Initiativen        |
| Victoria        | Ohne                      | So genannte „Überbevölkerungsprobleme“, im gesamten übrigen Gebiet abnehmende Populationen              |
| South Australia | Selten und bedroht        | Kleine auf Kangaroo Island und die Adelaide Hills beschränkte Populationen                              |

Die Aussiedlung von Koalas auf Kangaroo Island hat zu einer so starken Vermehrung geführt, dass nun die Eukalyptusbäume und damit eine Reihe von anderen Tieren bedroht sind. Dies liegt an den Ernährungsgewohnheiten: Koalas bewegen sich nur wenig und fressen daher die Äste, auf denen sie sitzen, regelrecht kahl. Ein Umsiedlungsprogramm schlug auf Grund mangelnder Rücksichtnahme auf die Bedürfnisse der Koalapopulation fehl, weshalb Koalas auf Kangaroo Island sogar wieder zum Abschuss freigegeben sind.
Ab einem bestimmten Punkt können sich Koalapopulationen nicht mehr selbst erhalten. Jede Population ist an ihren Lebensraum angepasst und jedes Revier ist einmalig. Für Koalapopulationen vorgesehene Gebiete müssen geeignet und groß genug sein. Dies wird jedoch bei vielen Umsiedlungversuchen nicht beachtet. Ein weiteres Problem ist, dass etwa 80 % der Koalas auf privatem Land leben. Dies trifft vor allem auf die Ostküste Australiens zu. Besonders Waldrodungen führen zum Rückgang von Lebensräumen für Koalas. Wenn keine wirksamen Schutzmaßnahmen ergriffen werden, werden die Koalas nach Berechnungen der „Australian Koala Foundation“ im Jahre 2080 kritisch gefährdet und damit vom Aussterben bedroht sein. In einem Bericht der IUCN von Dezember 2009 für die UN-Klimakonferenz in Kopenhagen wird auch davon ausgegangen, dass der Koala eine der durch die globale Erwärmung mit am stärksten bedrohten Tierarten sei.
Große Verluste gab es bei den Buschbränden in Australien 2019/2020: Unter anderem wird geschätzt, dass bis Mitte Januar von den rund 80.000 in Australien lebenden Koalas etwa 33.000 ums Leben kamen. Die einzelnen Populationen in Australien waren dabei unterschiedlich schwer betroffen. Neben den direkten Todesfällen durch die Brände wirken sich auch indirekte Auswirkungen der Brände wie Autounfälle, Angriffe durch Haustiere und Verluste von Futterbäumen negativ auf die Bestandszahlen aus.

### Haltung in Menschenobhut

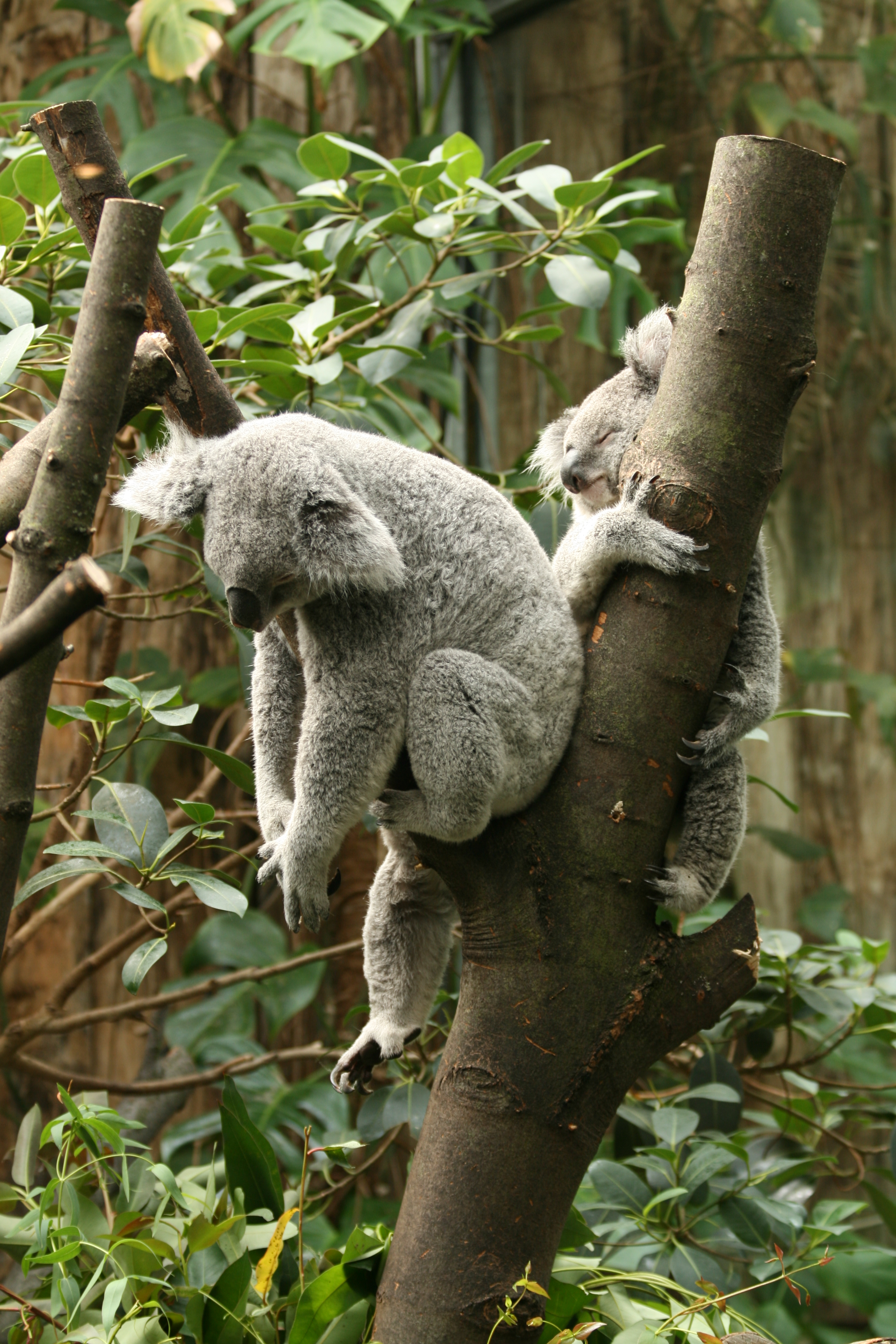
Koalas im Duisburger Zoo

Die ersten in Menschenobhut gehaltenen Koalas wurden um 1920 im Koala Park in Sydney dem Publikum zur Schau gestellt. Im Guinness-World-Records-Buch wird das 1927 gegründete Lone Pine Koala Sanctuary in Brisbane als ältestes noch existierendes Koala-Schutzzentrum aufgeführt. Seitdem werden sie in Schaugehegen immer häufiger gezeigt.
In Zoologischen Gärten werden Koalas außerhalb Australiens nur sehr selten gezeigt, was vor allem mit der Schwierigkeit zusammenhängt, genügend geeigneten Eukalyptus für die Tiere bereitzustellen. Erstmals für Deutschland zeigte der Tierpark Berlin im Jahr 1994 Koalas, bevor die Tiere in den Duisburger Zoo überführt wurden, wo heute auch regelmäßig die Nachzucht gelingt. Seit November 2013 leben zwei Koala-Männchen im Prof.-Brandes-Haus des Dresdner Zoos. Beide Tiere wurden 2011 bzw. 2012 im Duisburger Zoo geboren und nach Einholung aller Genehmigungen und Schulung der Tierpfleger erfolgreich umgesiedelt. Im Wiener Tiergarten Schönbrunn werden ebenfalls Koalas gehalten. Der Zoo Leipzig hat seit April 2016 einen männlichen Koala namens Oobi-Ooobi aus einem Zoo in Belgien übernommen. Dieser lebt im dafür aufwendig hergerichteten ehemaligen Tieraffenhaus, welches nun als Koalahaus verwendet wird. Seit März 2018 leben auch im Zoo Zürich Koalas.
In Gehegen können Koalas kein ausgeprägtes Wanderverhalten zeigen, da sie dort unter engeren Bedingungen und viel höherer Dichte leben als in der Wildnis. Trotzdem zeigen sie auch hier noch gewisse soziale Verhaltensweisen von Wildtieren. Dazu gehören das Revierverhalten und die Rangordnung der Männchen.

### Zootierhaltung von Koalas in Deutschland
- Claus Pohle: Koalas im Tierpark. In: Takin. Nr. 2, Berlin 1994, S. 15–17. Koalas im Tierpark Berlin.
- Renate Taeschner: Besuchermagnet Wale und Delphine. In: Takin. Nr. 2, Berlin 1996, S. 13–14. Koalas im Zoo Duisburg.